# Подюжское сельское поселение
По́дюжское сельское поселение или муниципальное образование «Подюжское» — муниципальное образование  со статусом сельского поселения в Коношском муниципальном районе Архангельской области. 
Соответствует административно-территориальной единице в Коношском районе — Подюжский сельсовет.
Административный центр — посёлок Подюга.

## География
Подюжское сельское поселение находится на востоке Коношского муниципального района. Крупнейшая река в поселении — Подюга.

## История
Муниципальное образование было образовано в 2006 году.
Решением облисполкома от 9 октября 1964 года посёлок Подюга был передан из Няндомского промышленного района в состав Коношского сельского района.

## Население
| 2010  | 2011  | 2012  | 2013  | 2014  | 2015  | 2016  | 2017  | 2018  |
| ----- | ----- | ----- | ----- | ----- | ----- | ----- | ----- | ----- |
| 3370  | ↘3347 | ↘3280 | ↘3198 | ↘3103 | ↘3029 | ↘2952 | ↘2920 | ↘2803 |
| 2019  | 2020  | 2021  | 2023  |       |       |       |       |       |
| ↘2725 | ↘2627 | ↘2066 | ↘1982 |       |       |       |       |       |

## Состав сельского поселения
В состав сельского поселения входят:
- Вельцы
- Звенячий
- Игнатовская
- Кварзангский
- Можуга
- Николаевка
- Новый
- Норменга
- Подюга
- Хмелевое
- Шенчуга